# 程璇
程璇（17世纪？—18世纪？），字麓峰，湖南益阳人，清朝官员。

## 生平
清朝康熙三十八年（1699年），湖南乡试举人。康熙五十七年（1718年），以举人任宝坻知县。五十八年（1719）夏，奉诏赈饥，发现旧堤将坍，即组织庄民加以修补，并欲报告上司，进行根治，恰逢去职而未没有实现。雍正四年(1726)，奉命随怡亲王治理畿东水利，具体负责宝坻堤务。悉心规划，调集各乡民众，自三河县新集、料马口至宝坻县江湟口，依次筑堰建堤。同时，疏浚鲍邱河、窝头河，用来泄洪，并且堵塞住香河县七里庄明口。经怡亲王推荐，以知府衔继续督办水利工程。先后督办六年，及去职，著有《渠阳水科》一书。曾任徐州府通判。今存世有其文《申报闸工完竣议》、《七里庄明口记》等。